# Metagitnione
Metagitnione (in greco antico: Μεταγειτνιών?, Metagheitnión) era il nome del secondo mese del calendario attico e del calendario ionico.
Corrispondeva all'ultima parte dell’estate, tra gli odierni mesi di agosto e settembre. Al suo inizio si inaugurava l'anno finanziario ed al suo termine aveva fine l'anno militare. Durante il mese di metagìtnione si svolgevano le metagitnie, le eleusinie e i Giochi olimpici antichi.